# Ceratocanthopsis fulgida
Ceratocanthopsis fulgida là một loài bọ cánh cứng trong họ Hybosoridae. Loài này được Martínez miêu tả khoa học năm 1967.